# Старосултангулово (Асекеєвський район)
Старосултангу́лово (рос. Старосултангулово) — село у складі Асекеєвського району Оренбурзької області, Росія.

## Населення
Населення — 396 осіб (2010; 397 у 2002).
Національний склад (станом на 2002 рік):
- татари — 98 %